# Saplunara
Saplunara falu Horvátországban, Dubrovnik-Neretva megyében. Közigazgatásilag Mljethez tartozik.

## Fekvése
Dubrovnik városától légvonalban 29 km-re északnyugatra, községközpontjától légvonalban 16, közúton 18 km-re keletre, Mljet szigetének délkeleti végén, az azonos nevű öbölben található.

## Története
A település neve a latin „sabulum” szóból ered, mely homokot jelent. A hagyomány szerint első elnevezője maga Pál apostol volt, aki 59-ben a közelben elszenvedett hajótörése után itt vetődött partra. Szent Lukács evangéliuma szerint az apostol három hónapot töltött Mljet szigetén hirdetve az evangéliumot. A Žare mező felett ókeresztény bazilika romjai állnak, melyet a nép Szent Pál templomnak nevez. Az apostol alakja állt Mljet község hivatalos pecsétjén is 1850 és 1921 között. Saplunara a második világháborút követően keletkezett Korita kikötőjeként. A turizmus fejlődésével állandó lakossága fokozatosan növekedett. Természeti ritkaságai miatt területét 1965-ben védetté nyilvánították. 2011-ben 67 lakosa volt. Lakói főként turizmussal foglalkoznak.

## Népesség

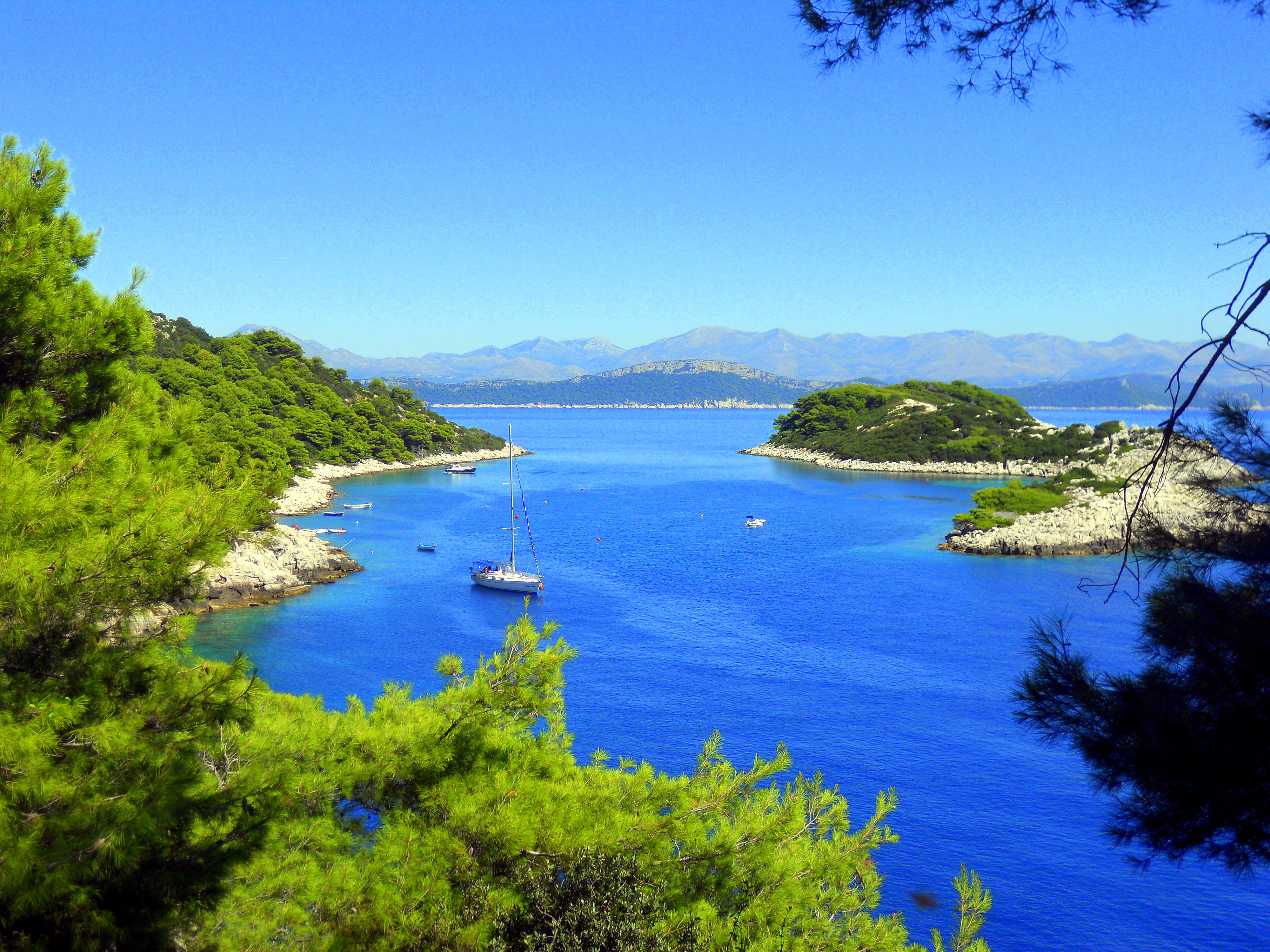
Kilátás a sziget keleti partjaira

| Lakosság változása | Lakosság változása | Lakosság változása | Lakosság változása | Lakosság változása | Lakosság változása | Lakosság változása | Lakosság változása | Lakosság változása | Lakosság változása | Lakosság változása | Lakosság változása | Lakosság változása | Lakosság változása | Lakosság változása | Lakosság változása |
| ------------------ | ------------------ | ------------------ | ------------------ | ------------------ | ------------------ | ------------------ | ------------------ | ------------------ | ------------------ | ------------------ | ------------------ | ------------------ | ------------------ | ------------------ | ------------------ |
| 1857               | 1869               | 1880               | 1890               | 1900               | 1910               | 1921               | 1931               | 1948               | 1953               | 1961               | 1971               | 1981               | 1991               | 2001               | 2011               |
| 0                  | 0                  | 0                  | 0                  | 0                  | 0                  | 0                  | 0                  | 0                  | 0                  | 5                  | 8                  | 22                 | 32                 | 35                 | 67                 |

## Nevezetességei
Ókori hajóroncs a Vratnički-foknál